# Some Kind of Monster (фильм)
«Some Kind of Monster» — документальный фильм 2004 года о метал-группе Metallica. Название фильма было взято по одноименной песне из альбома St. Anger.
То, что начиналось как заурядный документальный фильм о создании альбома St. Anger, переросло в гораздо более глубокое изучение отношений между участниками группы и их творческого процесса. В фильме демонстрируется множество студийных репетиций и фрагментов концертных выступлений. Фильм выиграл приз «Независимый дух» за Лучший документальный проект.
«Some Kind of Monster» был издан на DVD компанией Paramount Pictures, ранее группа уже сотрудничала с этой фирмой — сочинив песню для саундтрека к фильму «Миссия невыполнима 2».

## Сюжет
Metallica была вынуждена переосмыслить своё нутро и само существование, после того как басист Джейсон Ньюстед покинул коллектив, а вокалист Джеймс Хэтфилд оставил группу, чтобы пройти курс лечения в реабилитационном центре, в связи со злоупотреблением алкоголя. Менеджер группы нанимает «тренера повышающего результативность» (англ. «performance-enhancing coach»), Фила Тоула, чтобы помочь участникам группы лучше понять друг друга, с позиции друзей, коллег и простых людей. Тоула часто ошибочно называют «психотерапевтом», так как он был Управляющим советом поведенческих наук Канзаса в начале 1990-х, но добровольно отказался от лицензии из-за «навязчивых попыток убедить пациентов продолжать лечение». Пример такой навязчивости показан в фильме, когда члены Metallica решили, что им не требуются услуги Тоула, но Фил пытался убедить музыкантов, что они до сих пор нуждаются в нём, говоря: «У нас еще есть определённые проблемы с доверием, в которых, мы должны разобраться» (англ. We’ve still got some trust issues that I think we need to sort out).
Бывший гитарист группы, Дэйв Мастейн, также появляется в небольшом эпизоде, как часть терапии Ларса Ульриха — он вступает в дискуссию с барабанщиком относительно решения уволить его из-за злоупотребления алкоголем, в начале карьеры группы. Они не контактировали много лет, и Мастейн искренне говорит о своей обиде — его уволили, без возможности исправиться с помощью программы реабилитации. Мастейн также говорит о том, что несмотря на достижение успеха со своей группой Megadeth, он все ещё получает насмешки от поклонников Metallica, которые уменьшают удовольствие его собственного успеха.
Хэтфилд и Ульрих — лучшие друзья, на протяжении более двух десятилетий, наконец начинают понимать друг друга. В одной из сцен фильма Ульрих признаётся, что он недоволен потребностью Хэтфилда всё контролировать, даже когда его нет в студии; условие реабилитационной выписки Хэтфилда требовало, чтобы он работал только четыре часа в день, с полудня до четырёх вечера, чтобы он мог проводить больше времени в кругу семьи. Впоследствии, Хэтфилд раскритиковал действия остальных участников, которые работали над записанным материалом, пока он отсутствовал. Сцена заканчивается тем, что Ульрих начинает ворчать себе под нос, пока, наконец, не сталкивается лицом к лицу со своим лучшим другом и орёт «Fuck!».
В сцене, где Хэтфилд, Ульрих, Кирк Хэммет, а также несколько других людей, обсуждают названия для альбома, Хэтфилд предлагает использовать название песни «St. Anger». Многие поддерживают его, однако Ульрих предпочитает «Frantic» — первый трек в альбоме. В конце концов Ульрих согласился, что название «Frantic» он предложил из-за отсутствия внимания со стороны группы.
Фильм содержит много студийных моментов — репетиции с треками не вошедшими в альбом. Единственной неизданной композицией, которую можно услышать полностью, является «Temptation».
Также фильм затрагивает начальную тему — уход давнего члена группы, Джейсона Ньюстеда, в 2001 году. У него берут интервью, а также показывают его собственную группу, Echobrain, во время репетиции и концертного выступления. В одной сцене Ульрих утверждает, что «Echobrain — будущее» после того как он и Хэммет наблюдают концерт группы. В фильме демонстрируется прослушивание нового басиста для группы, в котором участвовали несколько человек. В сцене после прослушивания Роберта Трухильо, Хэмметт отмечает, что тот играет пальцами, а не медиатором, и говорит, что «ничего подобного не было, со врёмен Клиффа Бёртона». Участники группы позже согласились, что Трухильо был единственным басистом из всех, который, не «боролся» с материалом Metallica.

## Выпуск и последствия
Реакция фанатов была неоднозначной, многие приветствовали манеру «warts and all», в которой группа подавала себя в фильме, и похвалили участников за мужество в стремлении показать себя как можно натуральнее. Другие высмеивали фильм и группу за желание сделать немного больше, чем показать изнутри мир рок-звёзд, изо всех сил пытающихся совладать с возрастом, зрелостью и уменьшающейся популярностью.
Несмотря на неоднозначную реакцию фанатов, фильм был хорошо встречен критиками и в настоящее время удерживает рейтинг 87 % на сайте Rotten Tomatoes, с вердиктом: «Захватывающий закулисный взгляд на то, как Metallica переживает один из своих самых непростых периодов».
Продюсеры просили одобрения Дэйва Мастейна на использование кадров его встречи с Ларсом Ульрихом в 2001 году. Хотя Мастейн отказал в просьбе, он ранее подписал документ, дающий группе и продюсерам право использовать отснятый с ним материал. Позже Мастейн утверждал, называя это «окончательным предательством», что теперь он отказался от надежды когда-нибудь полностью помириться с бывшими коллегами по группе. Хотя он получил долю удовлетворения, будучи включённым в титры как первоначальный соло-гитарист Metallica, Мастейн чувствовал, что кадры отснятые с ним были отредактированы, дабы представить его «менее лестным» образом. В ответ на критику Мастейна, Ульрих заявил следующее: «Сопоставьте эти три факта, он был в нашей группе в течение года, он никогда не играл на записях Metallica [официальных записях], и это было 22 года назад. Довольно абсурдно полагать, что это всё ещё может иметь настолько большое значение» (англ. «So put these three facts down, he was in our band for a year. He never played on a Metallica record [official release], and it was 22 years ago. It's pretty absurd that it still can be that big a deal»).
В итоге Мастейн помирился с Metallica: в 2010 Megadeth и Metallica сыграли несколько раз на сцене вместе со Slayer и Anthrax в качестве «большой четвёрки трэш-металла». В одном из выступлений был сыгран кавер на трек «Am I Evil?» группы Diamond Head, и все группы вышли на сцену для исполнения. Дэйв Мастейн обнял Хэтфилда, Ульриха и Хэммета. Кроме того, он продолжил появляться на сцене в течение нескольких песен во время многодневного шоу Metallica в Сан-Франциско, посвящённого тридцатилетнему юбилею группы.
Впоследствии музыканты Metallica высказывали сожаление, по поводу идеи выпуска этого фильма. По их словам, он получился недопустимо «честным и откровенным» и нанес ощутимый вред имиджу команды. Музыканты признавали, что были «идиотами», когда решили показать всю подноготную своих непростых взаимоотношений на большом экране. Так, Ларс Ульрих заявил, что после выхода в прокат этого фильма его жизнь превратилась в настоящий кошмар. «Я чувствовал себя дерьмом. Все мои знакомые теперь знают обо мне намного больше, чем нужно» — признавался ударник. «Эта документалка начала жить своей жизнью, и я уже три года вынужден вариться в этом» — сетовал Ульрих — «Вся эта затея была полным бредом. Боюсь, что многим музыкантам пришлось пройти через такие же проблемы, как у нас. Но у них хватило ума не быть такими дураками как мы, не снимать это и не показывать потом на весь мир».

## Появились вкамео
- Дэнни Лонер из Nine Inch Nails.
- Джорди Уайт из Marilyn Manson под своим сценическим псевдонимом Twiggy Ramirez.
- Пеппер Кинэн из Corrosion of Conformity.
- Скотт Ридер из Kyuss.
- Крис Уайс из The Cult.
- Эрик Эвери из Jane's Addiction.
- Дэйв Мастейн из Megadeth

Все они проходили прослушивание на место нового басиста группы, которое досталось Роберту Трухильо.